# Gunnar Höst
Gunnar Johnson Höst, född 16 augusti 1920 i Aker, död 29 oktober 2006, var en norsk-svensk barn- och ungdomspsykiater.
Höst, som var son till köpman Eivind Høst och Mimi Johnson, blev candidatus medicinæ i Oslo 1948 och erhöll svensk läkarlegitimation 1953.  Han var vikarierande underläkare och extra läkare på Lillhagens sjukhus i Göteborg 1948, underläkare på Gjøvik sykehus 1949–1950, underläkare på Lillhagens sjukhus 1950–1955, underläkare vid barnpsykiatriska avdelningen på Vasa sjukhus 1953, underläkare på Göteborgs barnsjukhus 1954–1956, blev extra biträdande barnpsykiater vid Göteborgs stads barnavårdsnämnds rådgivningsbyrå 1956, blev överläkare vid poliklinik 1 inom Göteborgs stads psykiska barna- och ungdomsvård 1967 och var överläkare vid barn- och ungdomspsykiatriska mottagningen på Östra sjukhuset i Göteborg från 1973.